# ITunes Session (Gorillaz)
iTunes Session è il secondo EP del gruppo musicale britannico Gorillaz, pubblicato il 22 ottobre 2010 dalla Parlophone.

## Tracce
1. Clint Eastwood – 4:32
2. Dirty Harry – 3:48
3. Feel Good Inc – 3:37
4. Kids with Guns – 3:47
5. Stylo – 4:32
6. Glitter Freeze – 4:04
7. On Melancholy Hill – 3:47
8. Rhinestone Eyes – 3:22

Traccia bonus
1. iTunes Interview – 37:36